# Ol'ga Michajlova (cestista)
Ol'ga Il'inična Michajlova, coniugata Mokrova (in russo Ольга Ильинична Михайлова-Мокрова?; Mosca, 7 febbraio 1967), è un'ex cestista russa, fino al 1991 sovietica.

## Carriera
Con la Russia ha disputato i Campionati europei del 1993.